# Clarence Greene
Clarence Greene (* 10. August 1913 in New York City, New York; † 17. Juni 1995 Kalifornien) war ein US-amerikanischer Drehbuchautor und Filmproduzent, der für das Drehbuch zu Bettgeflüster 1960 den Oscar für das beste Originaldrehbuch erhielt.

## Karriere
Greene verfasste 1944 sein erstes Drehbuch für den Film The Town Went Wild. Seine Arbeit für Stadt in Aufruhr wurde mit einer Oscar- und Writers-Guild-of-America-Award-Nominierung gewürdigt. Greene erhielt 1953 einen Golden-Globe-Nominierung, gemeinsam mit Russell Rouse, für das Drehbuch Ich bin ein Atomspion. Bei der Oscarverleihung 1960 erhielt Greene, gemeinsam mit Russell Rouse, Maurice Richlin und Stanley Shapiro den Oscar für die Filmkomödie Bettgeflüster.

## Filmografie
- 1944: The Town Went Wild
- 1949: Opfer der Unterwelt (D.O.A)
- 1950: The Great Plane Robbery
- 1951: Stadt in Aufruhr (The Well)
- 1952: Ich bin ein Atomspion (The Thief)
- 1953: Hände weg, Jonny! (Wicked Woman)
- 1955: Pantherkatze (New York Confidential)
- 1956: Unidentified Flying Objects: The True Story of Flying Saucers (Dokumentarfilm)
- 1959–1960: Tightrope (Fernsehserie, 37 Episoden)
- 1959: Bettgeflüster (Pillow Talk)
- 1964: Madame P. und ihre Mädchen (A House Is Not a Home)
- 1966: … denn keiner ist ohne Schuld (The Oscar)
- 1967: Die Bankräuberbande (The Caper of the Golden Bulls)
- 1969: Der leuchtende Tod (Color Me Dead)
- 1988: D.O.A. – Bei Ankunft Mord (D.O.A)